# Menipea multiseriata
Menipea multiseriata är en mossdjursart som beskrevs av Busk 1852. Menipea multiseriata ingår i släktet Menipea och familjen Candidae. Inga underarter finns listade i Catalogue of Life.